# Bråttensby socken
Bråttensby socken i Västergötland ingick i Kullings härad, ingår sedan 1971 i Herrljunga kommun och motsvarar från 2016 Bråttensby distrikt.
Socknens areal är 10,80 kvadratkilometer varav 10,76 land.  År 2000 fanns här 120 invånare.  Sockenkyrkan Bråttensby kyrka ligger i socknen.

## Administrativ historik
Socknen har medeltida ursprung. 
Vid kommunreformen 1862 övergick socknens ansvar för de kyrkliga frågorna till Bråttensby församling och för de borgerliga frågorna bildades med Landa socken Bråttensby och Landa landskommun. Landskommunen upplöstes 1952 då denna del uppgick i Herrljunga landskommun som 1953 ombildades till Herrljunga köping som 1971 ombildades till Herrljunga kommun. Församlingen uppgick 2010 i Herrljunga landsbygdsförsamling.
1 januari 2016 inrättades distriktet Bråttensby, med samma omfattning som församlingen hade 1999/2000.  
Socknen har tillhört län, fögderier, tingslag och domsagor enligt vad som beskrivs i artikeln Kullings härad. De indelta soldaterna tillhörde Västgöta-Dals regemente, Kullings kompani.

## Geografi
Bråttensby socken ligger väster om Herrljunga med Nossan i norr. Socknen har odlad slättbygd i nordväst och är i övrigt en skogsbygd med inslag av odlingsbygd och de tidigare svältorna.

## Fornlämningar
Från järnåldern finns två gravfält med resta stenar.

## Befolkningsutveckling
Befolkningen ökade från 203 1810 till 368 1880 varefter den minskade stadigt till 123 1990.

## Namnet
Namnet skrevs 1393 Brotansby och kommer från kyrkbyn. Namnet har en oklar förled och efterleden by, 'gård; by'.